# Antonio Di Dio
Antonio Di Dio Emma (Palermo, 17 maart 1922 – Pieve Vergonte, 13 februari 1944) was een officier in het koninkrijk Italië en sneuvelde als partizaan tijdens de Tweede Wereldoorlog.

## Levensloop
Geboren op Sicilië in Palermo, verhuisde hij in de kinderjaren met het gezin naar Cremona. Zijn vader was er werkzaam bij de lokale politie. In 1941 trok Di Dio naar de Koninklijke Militaire Academie in Modena, waar zijn oudere broer Alfredo afgestudeerd was. 
Di Dio zwaaide er af met de graad van onderluitenant in 1943 en werd onmiddellijk naar het 114e Infanterieregiment in Calabrië gestuurd. Calabrië werd in 1943 deel van de rompstaat van het koninkrijk, want Noord- en Centraal-Italië scheurden zich af als de Italiaanse Sociale Republiek, een vazalstaat van Nazi-Duitsland. Di Dio trok naar Parma in Centraal-Italië waar hij in het verzet terecht kwam, in navolging van zijn broer. De Duitsers sloten hem drie dagen op in de Citadel van Parma, doch hij ontsnapte. 
Hij trok noordwaarts, naar Piëmont, in Cavaglio d’Agogna waar hij zich bij de verzetsgroep van zijn broer aansloot. De hele groep partizanen stond onder leiding van Filippo Beltrami. In januari 1944 vocht Di Dio tegen de nazi’s in Roccapietra doch de partizanen moesten zich terugtrekken in Valstrona. Di Dio besloot met Beltrami en enkele anderen de aftocht van hun makkers te beveiligen. Ze verschansten zich in de bergen. Ze waren met een tiental. Op 13 februari 1944 omsingelden de nazi’s het groepje partizanen. Er brak een vuurgevecht uit. Di Dio werd dodelijk getroffen door het vuur van een machinegeweer; alle tien de partizanen werden vermoord in Megolo, een gehucht van de gemeente Pieve Vergonte. Zijn broer vernam het overlijden tijdens zijn gevangenschap doch overleefde de gevangenschap verder niet.
Postuum ontving Di Dio de Gouden medaille voor Dapperheid van koning Victor Emanuel III (1944). De motivatie was dat door zijn zelfopoffering een terugtrekking van de partizanen mogelijk was.
Postuum reikte de universiteit van Pavia hem een doctoraat honoris causa uit (1946).